# Ессампшен (Іллінойс)
Ессампшен (англ. Assumption) — місто (англ. city) в США, в окрузі Крістіан штату Іллінойс. Населення — 1155 осіб (2020).

## Географія
Ессампшен розташований за координатами 39°31′4″ пн. ш. 89°2′54″ зх. д. / 39.51778° пн. ш. 89.04833° зх. д. (39.517796, -89.048468).  За даними Бюро перепису населення США в 2010 році місто мало площу 2,28 км², уся площа — суходіл.

## Демографія
Згідно з переписом 2010 року, у місті мешкало 1168 осіб у 511 домогосподарстві у складі 325 родин. Густота населення становила 513 особи/км².  Було 582 помешкання (255/км²).
Расовий склад населення:
| - 98,6 % — білих - 0,3 % — корінних американців - 0,1 % — чорних або афроамериканців |

До двох чи більше рас належало 0,9 %. Частка іспаномовних становила 0,3 % від усіх жителів.
За віковим діапазоном населення розподілялося таким чином: 25,6 % — особи молодші 18 років, 56,5 % — особи у віці 18—64 років, 17,9 % — особи у віці 65 років та старші. Медіана віку мешканця становила 40,5 року. На 100 осіб жіночої статі у місті припадало 91,5 чоловіків;  на 100 жінок у віці від 18 років та старших — 84,9 чоловіків також старших 18 років.
Середній дохід на одне домашнє господарство  становив 43 089 доларів США (медіана — 33 843), а середній дохід на одну сім'ю — 53 005 доларів (медіана — 41 346). За межею бідності перебувало 17,4 % осіб, у тому числі 27,9 % дітей у віці до 18 років та 11,2 % осіб у віці 65 років та старших.
Цивільне працевлаштоване населення становило 485 осіб. Основні галузі зайнятості: освіта, охорона здоров'я та соціальна допомога — 25,6 %, виробництво — 23,1 %, роздрібна торгівля — 6,4 %, транспорт — 6,0 %.